# Most Rialto
Most Rialto (wł. Ponte di Rialto) – najstarszy i jedyny do czasu wybudowania Ponte dell’Accademia w 1854 roku most wenecki nad Canal Grande we Włoszech. Łączy brzegi Riva del Vin i Riva del Ferro.

## Historia
Pierwszym mostem w dzielnicy Rialto był prowizoryczny most ułożony na barkach. Za panowania doży Sebastiana Zianiego lub jego następcy, Oria Mastropiera Nicolò Barattiero, półlegendarny budowniczy z Lombardii, zastąpił dotychczas istniejącą konstrukcję mostem posadowionym na palach. Rialto było dzielnicą strategiczną jeśli chodzi o handel i produkcję uzbrojenia dla okrętów wojennych. W pobliżu znajdowała się stara mennica, Zecca di Venezia, od której most wziął swą pierwszą nazwę, Ponte della Moneta.
Około połowy XIII wieku wzniesiono most drewniany, składający się z dwóch ramp bocznych łączących ruchomą część środkową, którą w razie potrzeby można było podnieść w celu ułatwienia tranzytu statków.
W 1310 roku most został poważnie uszkodzony przez powstańców przeciwko Rządowi Republiki Weneckiej, kierowanych przez Bajamonte Tiepolo. Odbudowany, most zawalił się po raz drugi w 1444 roku pod ciężarem ogromnego tłumu gapiów obserwujących przejazd dworu markizy Ferrary, córki Alfonsa V Aragońskiego. Most ten został odbudowany w formie zbliżonej do XIII-wiecznej, z podnoszoną częścią środkową i charakterystycznymi sklepami po obu jego bokach. W 1524 roku most zawalił się po raz kolejny. Ponieważ koszty utrzymania mostu drewnianego były wysokie, w Senacie Wenecji pojawił się projekt zbudowania mostu kamiennego. Drewniany most został odbudowany w 1568 roku, ale w 1578 roku po raz kolejny zawalił się. W grudniu 1587 roku Senat Wenecji powołał trzech superintendentów, którym zlecił wykonanie projektów odbudowy mostu; byli to: Antonio da Ponte, Alvise Zorzi i Vincenzo Scamozzi. Między 20 a 23 grudnia przedłożyli oni swoje projekty. Projekt da Ponte, który wybrano, zakładał budowlę kamienną z trzema sklepieniami, trzema zadaszonymi uliczkami i dwoma rzędami sklepów. Ostatecznie Senat 20 stycznia 1588 roku zatwierdził zmodyfikowaną propozycję da Ponte (z jednym sklepieniem), a 1 lutego powierzył mu kierownictwo robót. W 1590 roku ukończono budowę sklepienia mostu i rozpoczęto jego zabudowę sklepami. Most zbudowano w ciągu trzech lat za sumę 250 tysięcy dukatów. Niektórzy XIX-wieczni badacze wątpią, iż autorem projektu był da Ponte, przypisując projekt Scamozziemu, a da Ponte pozostawiając zaszczyt budowniczego mostu.
Most Rialto to budowla masywna i majestatyczna, należąca do najbardziej charakterystycznych zabytków Wenecji. Ma 48 metrów długości i jest szeroki na 22 metry. Wsparty jest na jednym łuku, wznoszącym się 7,5 metra nad poziomem wody i mającym 28 m rozpiętości. Łuk z kolei wspiera się z każdej strony na 6 tysiącach dębowych pali, wbitych dla jego wzmocnienia w dno kanału. Przez most prowadzą trzybiegowe schody, z których środkowe obudowane są sklepami złotniczymi i pamiątkarskimi.